# جيفري وايت
جيفري وايت (بالإنجليزية: Jeffrey White)‏ هو قاضي ومحامي أمريكي، ولد في 2 سبتمبر 1945 في نيويورك في الولايات المتحدة.